# Südstadt (Tübingen)
Die Südstadt ist ein Stadtteil der Universitätsstadt Tübingen. Er liegt südlich der Innenstadt.

Südstadt Tübingens aus der Luft von Norden aus gesehen

Blick über die Südstadt Tübingens und den Galgenberg vom Hechinger Eck aus

## Lage

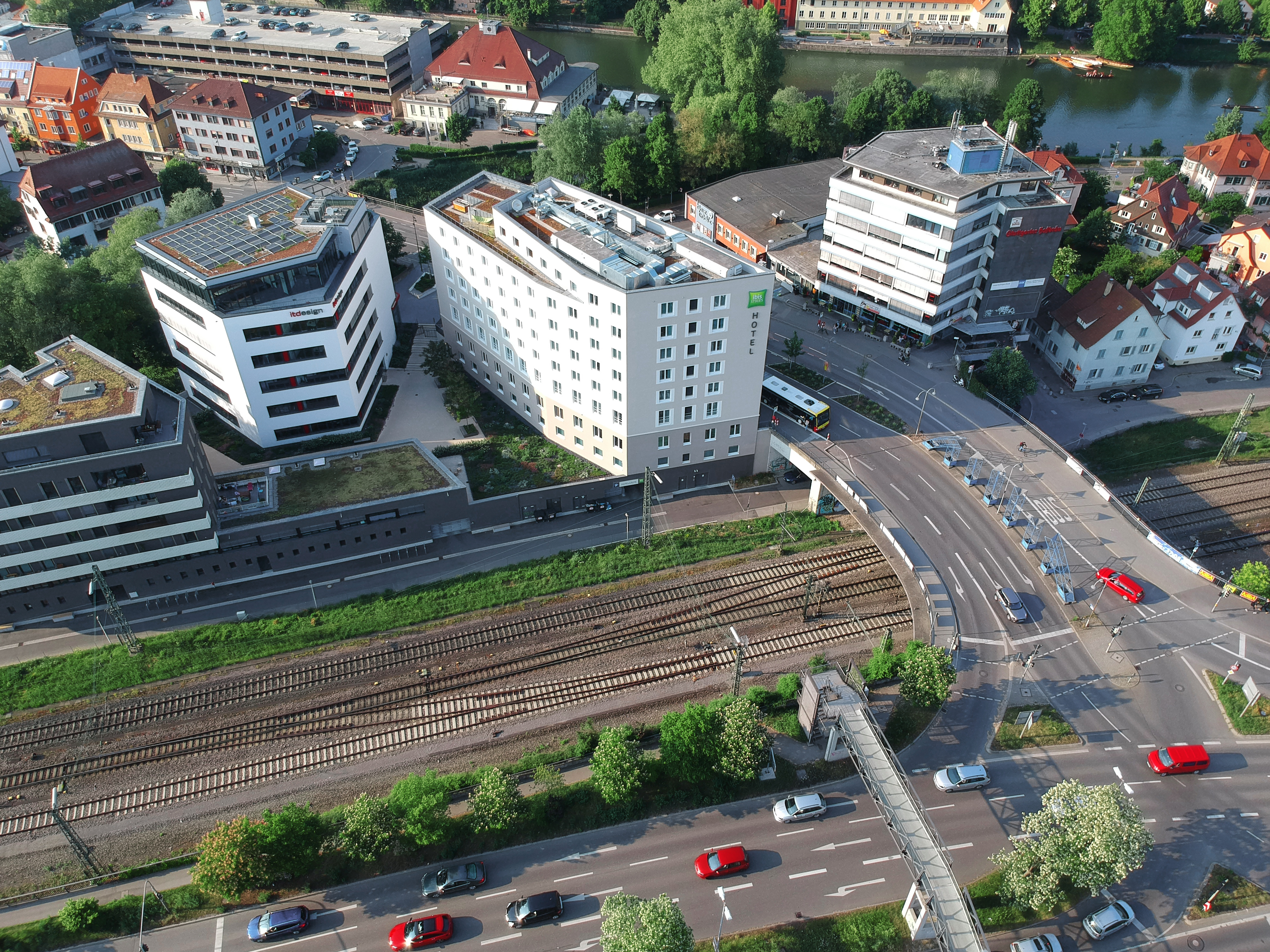
Im Norden wird die Südstadt an der blauen Brücke von der Innenstadt abgegrenzt

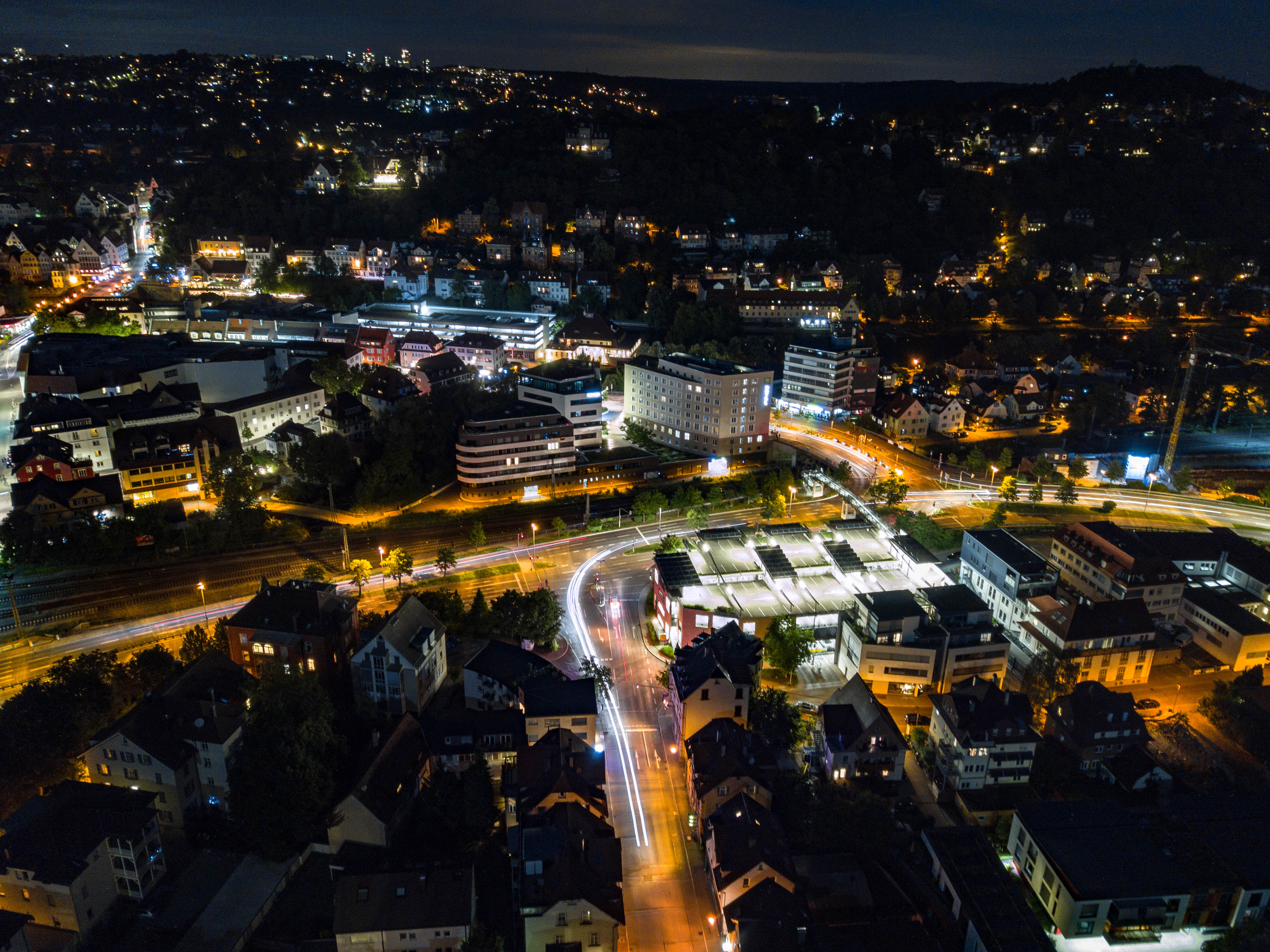
Blaue Brücke bei Nacht in Tübingen

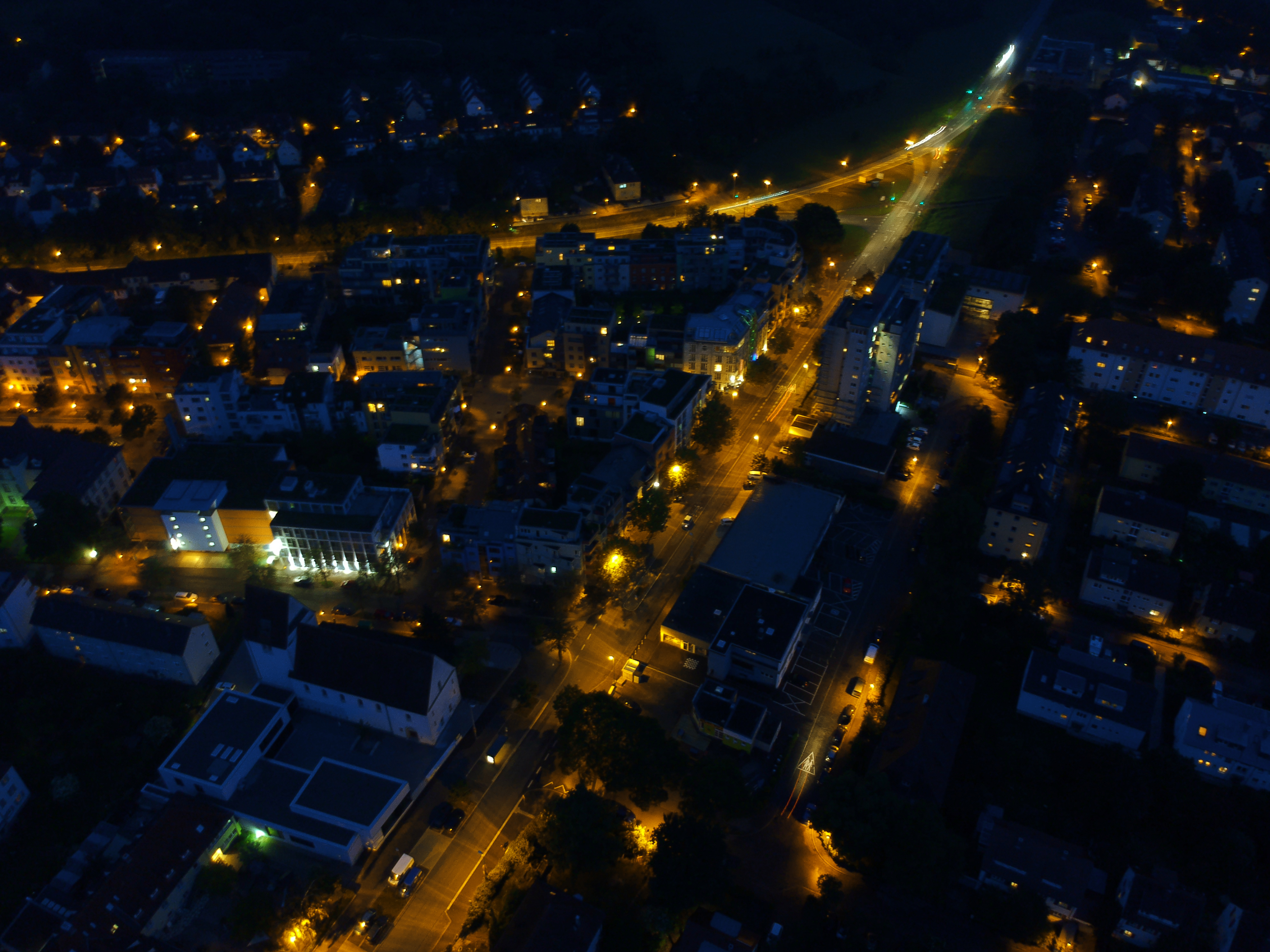
Südstadt bei Nacht

Er wird westlich durch die Steinlach sowie die Moltkestraße vom Stadtteil Derendingen abgegrenzt. Die nördliche Abgrenzung zur Innenstadt ist die Bahnlinie und zum Stadtteil Au/Unterer Wert die Reutlinger Straße/B 28. Die Abgrenzung zum Stadtteil Französisches Viertel ist östlich die Marienburger Straße und nördlich die Eisenhutstraße. Im Süden reicht das Gebiet bis zum Galgenberg. Durchschnitten wird der Stadtteil durch die B 27. Ebenfalls Teil der Südstadt ist das Loretto-Areal, dessen Konzept „Quartier der kurzen Wege“ schon einige Preise gewonnen hat.

## Ortsteile, Loretto-Areal
Dort, wo inzwischen viele neue Wohnungen entstanden, war bis Anfang der 1990er Jahre französisches Militär stationiert. Die meisten der in den letzten Jahren Zugezogenen wohnen auf dem ehemaligen Exerzierplatz. Bis 1945 war hier deutsches Militär stationiert.
Gebaut wurde die Kaserne in den Jahren 1914 bis 1916. Damals war die alte, spätere „Thiepval-Kaserne“ am Bahnhof zu klein geworden. Als die „Neue Kaserne“ fertig war, waren die Soldaten, für die sie bestimmt war, jedoch längst an der Front oder gefallen. Den Namen Loretto-Kaserne erhielt sie erst 1938 in Erinnerung an die Schlacht im Ersten Weltkrieg.
Das „Quartier der kurzen Wege“ zeichnet sich durch die räumliche Nähe von Wohnungen, Arbeitsplätzen und Geschäften aus und ist dadurch ein Vorbild für die Stadt- und Gemeindeentwicklung der Zukunft. Man kann alle wichtigen Erledigungen zu Fuß tätigen, was nicht zuletzt auch eine wichtige Zielsetzung bei der Planung des Loretto-Areals war. Charakteristisch sind Bewohnerinitiativen und enge nachbarschaftliche Beziehungen. Die Bewohnerinitiative Lorettina organisiert regelmäßige Kulturveranstaltungen sowie im September ein großes Lorettofest.

## Struktur
Als Viertelbezeichnungen für Teile der Südstadt sind in Tübingen zu hören: das Loretto-Areal oder kurz ‘s Loretto, der Galgenberg für die Wohnbebauung des Nordhangs unterhalb des Bergfriedhofs, der Wennfelder Garten für die Nachkriegsbebauung in jenem Seitentälchen, Am Sternplatz für alles rund um den Sternplatz und An der Steinlach für die ältere Wohnbebauung neben diesem eingedeichten Flüsschen.

## Geschichte
Im Wesentlichen handelte es sich in diesem Stadtteil zunächst um Einrichtungen der früheren Garnisonsstadt: die Thiepval-Kaserne, die Loretto-Kaserne, das Lazarett an der Alexanderstraße und die Hindenburg-Kaserne. Die ältere Wohnbebauung zwischen diesen Kasernenarealen mit ihren Exerzierplätzen stand teilweise in Verbindung mit der zunächst stark militärischen Prägung dieses Stadtteils: Offizierswohnungen und Häuser von Zivilbediensteten. Außerdem gab es ein Gaswerk (Vorläufer der Stadtwerke), eine Stuhlfabrik (Schäfer, heute Landestheater Tübingen), eine Essigfabrik (Schweickhardt) und einige weitere gewerbliche Einrichtungen.
Am Ende des Zweiten Weltkriegs wurden alle militärischen Einrichtungen und noch einige Gebäude mehr von der Französischen Besatzungsgarnison in Beschlag genommen. Während der Besatzungszeit entstanden in der Südstadt weitere Militärgebäude, die Französische Schule und auch einige etwas französisch anmutende Wohngebäude.
Erst nach dem Abzug des französischen Militärs hatten die Tübinger diese Areale und Gebäude wieder zur Verfügung. Unter Federführung des Stadtsanierungsamts und dessen damaligem Leiter Andreas Feldtkeller wurde Anfang der 1990er Jahre ein städtebaulicher Rahmenplan zur Südstadtentwicklung erstellt und vom Tübinger Gemeinderat 1993 ein Sanierungsgebiet mit der Bezeichnung Entwicklungsbereich Stuttgarter Straße/Französisches Viertel beschlossen.
Zu dem Entwicklungsbereich gehört das Loretto-Areal im Westen, die ehemaligen Offizierswohnblöcke an der Stuttgarter Straße/B 27 und im Osten das Hindenburg-Areal. Die Bezeichnung Französisches Viertel im engeren Sinne hat sich inzwischen nur für den Ostteil, also das Areal der ehemaligen Hindenburg-Kaserne eingebürgert, wahrscheinlich deshalb, weil hier mit der ergänzenden Neubebauung begonnen wurde.
Die Thiepval-Kaserne in der Schellingstraße wurde von der Denkmalstiftung Baden-Württemberg zum „Denkmal des Monats Oktober 2006“ ernannt.

## Besonderheiten
Im Norden der Südstadt befindet sich das bekannte Landestheater Tübingen. Darüber hinaus ist der Sitz der Volkshochschule Tübingen und des Staatlichen Studienseminars im Loretto-Areal. Den Hauptplatz des Stadtteils bildet der Sternplatz.